# Песма Евровизије 1990.
Песма Евровизије 1990. (енгл. Eurovision Song Contest 1990; фр. Concours Eurovision de la chanson 1990) је био 35. по реду избор за Песму Евровизије. У организацији Европске радиодифузне уније (ЕБУ) и домаћина Југословенске радио-телевизије (ЈРТ) и Радио-телевизије Загреб, такмичење је одржано 5. маја 1990. у Концертној дворани Ватрослав Лисински, у Загребу, у Југославији, после победе групе Рива на Евровизији 1989. године у Лозани, у Швајцарској, са песмом Rock Me. Водитељи такмичења су били Хелга Влаховић и Оливер Млакар. Ово је био једини пут да се такмичење одржи у Југославији, први пут да се такмичење одржи на Балкану, први пут да је словенска земља била домаћин, а и једини пут да се такмичење одржало у некој комунистичкој или социјалистичкој држави.
Двадесет две земље су учествовале на такмичењу, исте оне које су учествовале претходне године.
Италија је остварила своју другу победу на такмичењу са песмом , коју је компоновао, написао и извео Тото Кутуњо. Кутуњо је био најстарија особа која је победила све до 2000. године, када је Јерген Олсен из дуета Браћа Олсен победио. Кутуњо је имао 46 година и 302 дана када је победио.

## Локација
Загреб, главни град СР Хрватске, је био други највећу град у Југославији. Место одржавања је била Концертна дворана Ватрослав Лисински, названа по хрватском композитору из 19. века, Ватрославу Лисинском. Зграда је има велику халу са 1841 седиштем и малу са 305.
Како би била домаћин такмичења, зграда је први пут прошла велику реновацију 1989. године. Године 1992, бакарни кров зграде је потпуно замењен. Реконструкције хале су обављене и 1999. и 2009. године.

## Земље учеснице
Малта је планирала да се такмичи ове године, али су правила дозвољавала да се такмичи највише 22 државе. Пошто се ни једна држава није повукла са такмичења у поређењу са 1989, није било места за Малту.
| Држава               | Емитер   | Извођач(и)                   | Песма                                | Језик           | Аутор(и)                                                                        | Диригент             |
| -------------------- | -------- | ---------------------------- | ------------------------------------ | --------------- | ------------------------------------------------------------------------------- | -------------------- |
| Аустрија             | ОРФ      | Симон                        | Keine Mauern mehr                    | немачки         | Марио Ботаци Нана Бери Волфганг Бери                                            | Ричард Остерајхер    |
| Белгија              | РТБФ     | Филип Лафонтејн              | Macédomienne                         | француски       | Филип Лафонтејн                                                                 | Рони Брек            |
| Грчка                | ЕРТ      | Кристос Калов                | Horis skopo (Χωρίς σκοπό)            | грчки           | Ђорђос Палаикастририс Ђорђос Папагинакис                                        | Михалис Розакис      |
| Данска               | ДР       | Лони Девантијер              | Hallo Hallo                          | дански          | Џон Хатинг Келд Хејк [ ] Торбен Ледангер [ ]                                    | Хенрик Кросгард      |
| Исланд               | РУВ      | Stjórnin                     | Eitt lag enn                         | исландски       | Адалстејн Асберг Сигурдсен Хердур Г. Олафсен                                    | Јон Кјел Сељесет     |
| Ирска                | РТЕ      | Лијам Рејли                  | Somewhere in Europe                  | енглески        | Лијам Рејли                                                                     | Неол Келехан         |
| Израел               | ИБА      | Рита                         | Shara Barkhovot (שרה ברחובות)        | хебрејски       | Рами Клејнстејн [ ] Цруја Лахав [ ]                                             | Рами Левин           |
| Италија              | Раи      | Тото Кутуњо                  |                                      | италијански     | Салваторе Кутуњо                                                                | Ђијани Мадонини      |
| Југославија          | ЈРТ      | Тајчи                        | Хајде да лудујемо                    | српско-хрватски | Алка Вуица Зринко Тутић                                                         | Стјепан Михаљинец    |
| Кипар                | РИК      | Анастасију                   | Milas poli (Μιλάς πολύ)              | грчки           | Харис Анастасију Џон Викерс                                                     | Станко Селак         |
| Луксембург           | KLT      | Селин Карзо                  | Quand je te rêve                     | француски       | Тјери Делијанис Жан-Чарлс Франс                                                 | Тјери Дурбет         |
| Немачка              | BR       | Крис Кемперс и Данијел Ковач | Frei zu leben                        | немачки         | Михаел Кунзе [ ] Ралф Сигер [ ]                                                 | Рајнер Пјетшч        |
| Норвешка             | НРК      | Кетил Стокан                 | Brandenburger Tor                    | норвешки        | Кетил Стокан                                                                    | Пит Кнутсен          |
| Португал             | РТП      | Нуча                         | Há sempre alguém                     | португалски     | Луис Филип Франциско Теотонијо Переира Фредерико Теотонијо Переира Јан ван Дијк | Карлос Алберто Мониз |
| Турска               | ТРТ      | Кајахан                      | Gözlerinin Hapsindeyim               | турски          | Кајахан Ачар                                                                    | Умит Ероглу          |
| Уједињено Краљевство | ББЦ      | Ема                          | Give a Little Love Back to the World | енглески        | Пол Куртис                                                                      | Алин Ајнсворт        |
| Финска               | Уле      | Beat                         | Fri?                                 | шведски         | Јане Енгблом Ким Енгблом Стина Енгблом Тина Краус                               | Оли Ахвелахти        |
| Француска            | Антене 2 | Жоел Урсул                   | White and Black Blues                | француски       | Жоржес Аугијер де Моусак Серж Гејнсбург [ ]                                     | Режис Дупре          |
| Холандија            | НОС      | Maywood                      | Ik wil alles met je delen            | холандски       | Алис Меј                                                                        | Хари ван Хуф         |
| Шпанија              | ТВЕ      | Azúcar Moreno                | Bandido                              | шпански         | Хосе Луиз Абел Раул Орелана Жаим Стинус                                         | Едуардо Леива        |
| Шведска              | СВТ      | Edin-Ådahl                   | Som en vind                          | шведски         | Микаел Вендт                                                                    | Курт-Ерик Холмквист  |
| Швајцарска           | СРГ ССР  | Егон Егеман                  | Musik klingt in die Welt hinaus      | немачки         | Корнелија Лакнер                                                                | Бела Балинт          |

### Извођачи који су учествовали раније
| Извођач(и)   | Држава   | Коментар                                  |
| ------------ | -------- | ----------------------------------------- |
| Кетил Стокан | Норвешка | Представљао је Норвешку 1986. са песмом . |

## Продукција и формат
Песма Евровизије 1990. је била прва на којој је уведено правило о годинама извођача. Европска радиодифузна унија је увела рестриктивно правило због критицизма пошто су два извођача на такмичењу 1989. имала 11 и 12 година. Од 1990, ни једна особа која има мање од 16 година не може да се нађе на сцени или буде део наступа уживо. Ово је значило да рекорд за најмлађег победника икада више не може да се победи, пошто је Сандра Ким из Белгије победила 1986. са 13 година.
Током недеље проба, увређени коментарима новинара на њихове године, водитељка Хелга Влаховић и водитељ Оливер Влакар, који су тада имали 45 и 54 године респективно, су одустали од такмичења. Њих су на кратко време заменили Рене Медвешек и Дубравка Марковић, који су били много млађи, али су проблеми разрешени, те су се Влаховић и Млакар вратили такмичењу.
Речи више песама су славили револуције 1989. и демократизације која се дешавала у централној и источној Европи у месецима пре такмичења, са великим фокусом на пад Берлинског зида у новембру 1989, као што су аустријска и норвешка песма. Ипак, победничка песма је славила европско јединство, у антиципацији основања Европског јединственог тржишта на крају 1992. године.
Такмичење 1990. је било прво са званичном маскотом, Евромачка коју је креирао Јошко Марушић. Ружичаста мачка би се појављивала током резгледница пред свих 22 наступа, који су садржали травелоге државе која ће да наступи, у европској години туризма 1990.

## Ток такмичења
Злогласна незгода догодила се на почетку прве песме, када је приметно дуго кашњење узроковано проблемима са пратећом нумером (тонски инжењер је заборавио да укључи звук на слушалицама шпанског диригента Едуарда Леиве, који је морао да рачуна на оркестар који свира гудачке и дувачке дуваче уз пратећу нумеру) што је узроковало да шпанске представнице Azúcar Moreno пропусте свој знак да изађу на бину. Оне су сишле са бине у једва прикривеној озлојеђености и публика је на тренутак остала збуњена, али је наступ потом поново покренут без икаквих проблема.
| #‍  | Држава‍               | Извођач(и)‍                   | Песма‍                                | Пласман | Поени |
| -- | -------------------- | ---------------------------- | ------------------------------------ | ------- | ----- |
| 01 | Шпанија              | Azúcar Moreno                | Bandido                              | 5.      | 96    |
| 02 | Грчка                | Кристос Калов                | Horis skopo (Χωρίς σκοπό)            | 19.     | 11    |
| 03 | Белгија              | Филип Лафонтејн              | Macédomienne                         | 12.     | 46    |
| 04 | Турска               | Кајахан                      | Gözlerinin Hapsindeyim               | 17.     | 21    |
| 05 | Холандија            | Maywood                      | Ik wil alles met je delen            | 15.     | 25    |
| 06 | Луксембург           | Селин Карзо                  | Quand je te rêve                     | 13.     | 38    |
| 07 | Уједињено Краљевство | Ема                          | Give a Little Love Back to the World | 6.      | 87    |
| 08 | Исланд               | Stjórnin                     | Eitt lag enn                         | 4.      | 124   |
| 09 | Норвешка             | Кетил Стокан                 | Brandenburger Tor                    | 21.     | 8     |
| 10 | Израел               | Рита                         | Shara Barkhovot (שרה ברחובות)        | 18      | 16    |
| 11 | Данска               | Лони Девантијер              | Hallo Hallo                          | 8.      | 64    |
| 12 | Швајцарска           | Егон Егеман                  | Musik klingt in die Welt hinaus      | 11.     | 51    |
| 13 | Немачка              | Крис Кемперс и Данијел Ковач | Frei zu leben                        | 9.      | 60    |
| 14 | Француска            | Жоел Урсул                   | White and Black Blues                | 2.      | 132   |
| 15 | Југославија          | Тајчи                        | Хајде да лудујемо                    | 7.      | 81    |
| 16 | Португал             | Нуча                         | Há sempre alguém                     | 20.     | 9     |
| 17 | Ирска                | Лијам Рејли                  | Somewhere in Europe                  | 2.      | 132   |
| 18 | Шведска              | Един Адал                    | Som en vind                          | 16.     | 24    |
| 19 | Италија              | Тото Кутуњо                  |                                      | 1.      | 149   |
| 20 | Аустрија             | Симон                        | Keine Mauern mehr                    | 10.     | 58    |
| 21 | Кипар                | Анастасију                   | Milas poli (Μιλάς πολύ)              | 14.     | 36    |
| 22 | Финска               | Beat                         | Fri?                                 | 21.     | 8     |

## Резултати
| Жири      | Жири                 | Укупан бр. поена | Државе које гласају | Државе које гласају | Државе које гласају | Државе које гласају | Државе које гласају | Државе које гласају | Државе које гласају  | Државе које гласају | Државе које гласају | Државе које гласају | Државе које гласају | Државе које гласају | Државе које гласају | Државе које гласају | Државе које гласају | Државе које гласају | Државе које гласају | Државе које гласају | Државе које гласају | Државе које гласају | Државе које гласају | Државе које гласају |
| Жири      | Жири                 | Укупан бр. поена | Шпанија             | Грчка               | Белгија             | Турска              | Холандија           | Луксембург          | Уједињено Краљевство | Исланд              | Норвешка            | Израел              | Данска              | Швајцарска          | Немачка             | Француска           | Југославија         | Португал            | Ирска               | Шведска             | Италија             | Аустрија            | Кипар               | Финска              |
| Жири      | Жири                 | Укупан бр. поена |                     |                     |                     |                     |                     |                     |                      |                     |                     |                     |                     |                     |                     |                     |                     |                     |                     |                     |                     |                     |                     |                     |
| Такмичари | Шпанија              | 96               |                     | 8                   | 1                   | 10                  | 2                   |                     | 1                    | 4                   | 5                   |                     |                     | 6                   | 12                  | 5                   | 3                   | 5                   |                     |                     | 8                   | 8                   | 8                   | 10                  |
| Такмичари | Грчка                | 11               |                     |                     |                     |                     | 5                   |                     |                      |                     |                     |                     |                     |                     |                     |                     |                     |                     |                     |                     |                     |                     | 6                   |                     |
| Такмичари | Белгија              | 46               |                     |                     |                     |                     | 7                   | 4                   |                      |                     | 1                   |                     |                     | 4                   | 8                   | 8                   |                     | 2                   | 1                   | 7                   |                     | 4                   |                     |                     |
| Такмичари | Турска               | 21               |                     |                     |                     |                     | 3                   |                     |                      | 2                   | 4                   |                     |                     |                     | 5                   |                     | 7                   |                     |                     |                     |                     |                     |                     |                     |
| Такмичари | Холандија            | 25               |                     | 1                   |                     | 3                   |                     | 1                   | 4                    |                     |                     | 2                   |                     | 3                   |                     | 6                   |                     | 1                   |                     |                     | 2                   |                     | 2                   |                     |
| Такмичари | Луксембург           | 38               |                     | 4                   |                     |                     |                     |                     | 3                    |                     |                     |                     |                     |                     | 3                   | 12                  | 2                   | 3                   |                     |                     | 1                   | 5                   | 5                   |                     |
| Такмичари | Уједињено Краљевство | 87               | 7                   | 5                   | 12                  |                     |                     | 3                   |                      |                     |                     | 10                  | 3                   | 10                  | 1                   | 10                  | 10                  |                     | 6                   |                     | 6                   | 1                   | 3                   |                     |
| Такмичари | Исланд               | 124              | 4                   | 3                   | 10                  | 1                   |                     | 8                   | 12                   |                     | 10                  | 8                   | 10                  | 7                   |                     |                     | 4                   | 12                  | 7                   | 8                   | 3                   | 10                  |                     | 7                   |
| Такмичари | Норвешка             | 8                |                     |                     |                     |                     |                     |                     |                      |                     |                     | 4                   | 1                   |                     |                     |                     |                     |                     | 3                   |                     |                     |                     |                     |                     |
| Такмичари | Израел               | 16               |                     |                     |                     |                     | 4                   |                     |                      |                     |                     |                     |                     | 2                   | 4                   |                     | 1                   |                     |                     |                     |                     |                     |                     | 5                   |
| Такмичари | Данска               | 64               | 6                   |                     | 3                   | 2                   |                     |                     |                      | 7                   | 7                   | 7                   |                     | 1                   |                     |                     |                     | 7                   | 4                   | 3                   | 7                   | 6                   | 4                   |                     |
| Такмичари | Швајцарска           | 51               | 1                   | 12                  |                     | 6                   |                     | 2                   |                      |                     |                     |                     | 12                  |                     |                     | 1                   | 5                   | 8                   |                     |                     |                     |                     | 1                   | 3                   |
| Такмичари | Немачка              | 60               | 8                   |                     | 6                   |                     |                     | 12                  | 7                    | 1                   |                     |                     | 4                   |                     |                     |                     |                     |                     | 10                  | 4                   | 5                   | 3                   |                     |                     |
| Такмичари | Француска            | 132              | 5                   |                     | 4                   | 4                   | 12                  |                     |                      | 12                  | 12                  | 6                   | 5                   | 12                  | 10                  |                     | 12                  | 4                   | 8                   | 5                   |                     | 2                   | 7                   | 12                  |
| Такмичари | Југославија          | 81               | 3                   |                     |                     | 12                  |                     |                     | 5                    | 10                  | 3                   | 12                  | 7                   |                     |                     | 2                   |                     |                     | 5                   | 1                   | 10                  |                     | 10                  | 1                   |
| Такмичари | Португал             | 9                |                     |                     |                     |                     |                     | 7                   | 2                    |                     |                     |                     |                     |                     |                     |                     |                     |                     |                     |                     |                     |                     |                     |                     |
| Такмичари | Ирска                | 132              | 10                  | 7                   | 7                   | 5                   | 10                  | 6                   | 10                   | 8                   | 8                   |                     | 8                   | 5                   | 7                   | 7                   |                     | 6                   |                     | 12                  |                     | 12                  |                     | 4                   |
| Такмичари | Шведска              | 24               | 2                   | 2                   |                     |                     | 6                   |                     | 6                    |                     | 6                   |                     |                     |                     | 2                   |                     |                     |                     |                     |                     |                     |                     |                     |                     |
| Такмичари | Италија              | 149              | 12                  | 10                  | 8                   | 8                   | 8                   | 10                  |                      | 3                   |                     | 1                   | 6                   | 8                   | 6                   | 4                   | 6                   | 10                  | 12                  | 10                  |                     | 7                   | 12                  | 8                   |
| Такмичари | Аустрија             | 58               |                     |                     | 2                   | 7                   | 1                   | 5                   | 8                    | 6                   |                     |                     |                     |                     |                     | 3                   | 8                   |                     | 2                   | 2                   | 12                  |                     |                     | 2                   |
| Такмичари | Кипар                | 36               |                     | 6                   | 5                   |                     |                     |                     |                      |                     | 2                   | 5                   | 2                   |                     |                     |                     |                     |                     |                     | 6                   | 4                   |                     |                     | 6                   |
| Такмичари | Финска               | 8                |                     |                     |                     |                     |                     |                     |                      | 5                   |                     | 3                   |                     |                     |                     |                     |                     |                     |                     |                     |                     |                     |                     |                     |

### 12 поена
Табела испод садрже информације о додељивањима максималних 12 поена:
| Број добијених 12 поена | Земље које добијају 12 поена | Земље које дају 12 поена                                |
| ----------------------- | ---------------------------- | ------------------------------------------------------- |
| 6                       | Француска                    | Исланд Норвешка Југославија Финска Холандија Швајцарска |
| 3                       | Италија                      | Ирска Кипар Шпанија                                     |
| 2                       | Ирска                        | Аустрија Шведска                                        |
| 2                       | Исланд                       | Уједињено Краљевство Португал                           |
| 2                       | Југославија                  | Израел Турска                                           |
| 2                       | Швајцарска                   | Данска Грчка                                            |
| 1                       | Аустрија                     | Италија                                                 |
| 1                       | Уједињено Краљевство         | Белгија                                                 |
| 1                       | Луксембург                   | Француска                                               |
| 1                       | Немачка                      | Луксембург                                              |
| 1                       | Шпанија                      | Немачка                                                 |

## Међународни преноси
Сваки емитер учесник је морао да преноси такмичење. Емитери чланови ЕБУ који нису учестовали су могли да преносе такмичење и буду „пасивни учесници”. Емитери су смели да пошаљу коментаторе који су извештавали са такмичења на својим матерњим језицима, како би преносили информације о извођачима и песмама својим гледаоцима и слушаоцима. Презентерка Хелга Влаховић је споменула више држава које нису учествовале али су емитовале такмичење (Бугарска, Јапан, Канада, Кина, Јужна Кореја, Мађарска, Румунија, Совјетски Савез, Чехословачка), али за већину тих држава, није познато који емитер је емитовао и ко је, ако ико, био коментатор.
| Држава               | Емитер      | Пренос                                | Коментатори                      | Реф.                 |
| -------------------- | ----------- | ------------------------------------- | -------------------------------- | -------------------- |
| Аустрија             | ОРФ         |                                       | Барбара Штекл                    | [ 16 ] [ 17 ]        |
| Белгија              | РТБФ        |                                       | Клод Делакроа                    | [ 18 ] [ 19 ] [ 20 ] |
| Белгија              |             |                                       | Лук Апермонт                     | [ 18 ] [ 19 ] [ 21 ] |
| Белгија              |             | Не зна се                             | [ 19 ]                           |                      |
| Данска               | ДР          |                                       | Јерген де Милис                  | [ 22 ]               |
| Данска               | ДР          | Карло Стаунскер и Курт Хелге Андерсен |                                  | [ 22 ]               |
| Грчка                | ЕРТ         |                                       | Дафни Бокота                     | [ 23 ] [ 24 ]        |
| Исланд               | РУВ         | Sjónvarpið, Rás 1                     | Артур Бјергвин Боларсон          | [ 25 ]               |
| Ирска                | РТЕ         |                                       | Џими Грилеј и Клијона Ни Буачала | [ 26 ] [ 27 ] [ 28 ] |
| Ирска                | РТЕ         | Лери Гоган                            |                                  | [ 26 ] [ 27 ] [ 28 ] |
| Израел               |             | Israeli Television                    | Не зна се                        | [ 29 ]               |
| Израел               | Решет Гимел | Не зна се                             |                                  | [ 29 ]               |
| Италија              | Раи         | Rai Due                               | Пепи Франзелин                   | [ 30 ] [ 31 ]        |
| Југославија          | ЈРТ         | ТВ Београд 1                          | Не зна се                        | [ 32 ] [ 33 ] [ 34 ] |
| Југославија          | ЈРТ         | ТВ Љубљана 1                          | Не зна се                        | [ 32 ] [ 33 ] [ 34 ] |
| Југославија          | ЈРТ         | ТВ Загреб 1                           | Не зна се                        | [ 32 ] [ 33 ] [ 34 ] |
| Кипар                | CyBC        |                                       | Неофитос Талиотис                | [ 35 ]               |
| Луксембург           |             | Не зна се                             | Не зна се                        | [ 36 ]               |
| Немачка              |             | Erstes Deutsches Fernsehen            | Фриц Егнер                       | [ 16 ] [ 37 ]        |
| Норвешка             | НРК         | NRK Fjernsynet,                       | Лиф Ерик Форберг                 | [ 38 ] [ 39 ]        |
| Португал             | РТП         | RTP Canal 1                           | Не зна се                        | [ 40 ]               |
| Турска               |             |                                       | Не зна се                        | [ 41 ]               |
| Уједињено Краљевство | ББЦ         |                                       | Тери Воган                       | [ 9 ] [ 42 ] [ 43 ]  |
| Уједињено Краљевство | ББЦ         | Кен Брус                              |                                  | [ 9 ] [ 42 ] [ 43 ]  |
| Финска               | YLE         | TV1                                   | Ерки Похјанхејмо и Оси Руне      | [ 44 ] [ 45 ] [ 46 ] |
| Финска               | YLE         | 2-verkko                              | Не зна се                        | [ 44 ] [ 45 ] [ 46 ] |
| Француска            | Antenne 2   | Antenne 2                             | Ричард Адариди                   | [ 47 ]               |
| Холандија            |             | Nederland 3                           | Вилем ван Беусеком               | [ 19 ] [ 21 ]        |
| Шпанија              |             |                                       | Луис Кобос                       | [ 48 ]               |
| Шведска              | СВТ         |                                       | Јан Јингрид                      | [ 38 ] [ 44 ] [ 49 ] |
| Шведска              | RR          |                                       | Керсти Адамс-Реј                 | [ 38 ] [ 49 ]        |
| Швајцарска           | СРГ ССР     | SRG Sportkette                        | Бернард Турнхер                  | [ 16 ] [ 47 ]        |
| Швајцарска           | СРГ ССР     | SSR Chaîne sportive                   | Не зна се                        | [ 16 ] [ 47 ]        |
| Швајцарска           | СРГ ССР     | TSI Canale sportivo                   | Не зна се                        | [ 16 ] [ 47 ]        |

| Држава          | Емитер    | Пренос           | Коментатори | Реф.          |
| --------------- | --------- | ---------------- | ----------- | ------------- |
| Аустралија      | СБС       | SBS TV           | Не зна се   | [ 50 ]        |
| Бугарска        | Не зна се | Не зна се        | Не зна се   | [ 15 ]        |
| Јапан           | Не зна се | Не зна се        | Не зна се   | [ 15 ]        |
| Канада          | Не зна се | Не зна се        | Не зна се   | [ 15 ]        |
| Кина            | Не зна се | Не зна се        | Не зна се   | [ 15 ]        |
| Јужна Кореја    | Не зна се | Не зна се        | Не зна се   | [ 15 ]        |
| Мађарска        | Не зна се | Не зна се        | Не зна се   | [ 15 ]        |
| Пољска          |           | [ д ]            | Не зна се   | [ 51 ]        |
| Румунија        | Не зна се | Не зна се        | Не зна се   | [ 15 ]        |
| Совјетски Савез |           | Первая программа | Не зна се   | [ 44 ] [ 46 ] |
| Естонска ССР    |           |                  | Не зна се   | [ 44 ] [ 46 ] |
| Чехословачка    | Не зна се | Не зна се        | Не зна се   | [ 15 ]        |